# Pelecaniforme
Pelecaniformele (Pelecaniformes) sau pelicaniformele (Pelicaniformes) este un ordin de păsări acvatice ihtiofage, incluzând cormorani, corbi de mare, pelicani. Trăiesc în vecinătatea mărilor, unele se întâlnesc însă și în apropierea lacurilor sau a râurilor. De obicei cuibăresc în colonii în apropierea apei și sunt bine adaptate pentru scufundat și înot. Piciorul este scurt și are 4 degete unite printr-o pieliță, formând o palmatură. Acest ordin cuprinde păsări de talie mare sau mijlocie, adaptate într-un grad înaintat la viața acvatică, fiind excelente înotătoare, dar și bune zburătoare.

## Descrierea
Acest ordin cuprinde păsări acvatice de talie mare (până la mărimea unui curcan cum este pelicanul) sau mijlocie (de mărimea unei ciori cum este cormoranul mic).
Au o palmură caracteristică completă, fiind singurele păsări care au toate patru degetele de la picior unite prin membrane înotătoare ce formează o palmatură mare, iar primul deget este  îndreptat lateral și nu înapoi. 
Conformația ciocului este caracteristică. Ciocul este foarte lung și puternic. La majoritatea speciilor, jumătățile mandibulei inferioare sunt legate printr-o piele golașă și dilatabilă, care la pelicani formează o pungă mare, numit sacul gular, în care prinde peștele și care continuă cavitatea bucală.
Au un trunchi ovoid. Capul este relativ mic, iar gâtul lung. Aripile sunt, în general, bine dezvoltate, având antebrațul foarte lung. Au un tars scurt și comprimat lateral. 
Penajul este abundent și des și este răspândit aproape pe toată suprafața pielii corpului.
Sacii aerieni sunt bine dezvoltați. 

## Reproducerea
Pelecaniformele sunt păsări monogame, lipsite de dimorfism sexual. 
De obicei cuibăresc în colonii în apropierea apei-
Ouăle sunt unicolore, albe sau verzi. 
Puii sunt nidicoli și ies din ou golași și de regulă orbi, și au nevoie de o îngrijire îndelungată până ce pot părăsi cuibul, deși cei de pelicani pot părăsi platforma de plaur plutitor a coloniei de clocit la o vârstă ceva mai timpurie, când ies pe luciul apei.

## Distribuția geografică
Pelecaniformele întrunește circa 60 de specii răspândite aproape pe întreg globul pamântesc. 

## Habitatul și comportamentul
Pelecaniformele sunt adaptate într-un grad înaintat la viața acvatică, fiind excelente înotătoare, dar și bune zburătoare.
Trăiesc în vecinătatea apelor, cele mai multe în jurul mărilor, unele se întâlnesc însă și în apropierea lacurilor sau a râurilor. Trăiesc mai mult în apă, în care înoată excelent, iar unele se scufundă cu ușurință. Pelecaniformele sunt legate de ținuturi întinse de bălți și de zone inundabile, cu mari întinderi de stufărișuri și păduri de sălcii.
Pe uscat se mișcă destul de greoi, iar unele cum sunt cormoranii își fac cuibul chiar și în arbori. Cu rare excepții, toate sunt bune zburătoare.
În România pelecaniformele sunt răspândite aproape exclusiv în Delta Dunării, unde condițiile specifice se mai mențin în bună parte nealterate. Fiind expuse împuținării și dispariției, aceste specii sunt ocrotite prin lege. 

## Hrana
Hrana constă exclusiv din pești de diferite mărimi, pe care pelicanii îi vânează adesea în asociație cu cormoranii. Hrănindu-se cu pești ele sunt considerate ca cele mai stricătoare păsări. 
Guano de pe coastele Perului sunt formate în cea mai mare parte din excrementele pelicaniformelor.

## Sistematica
În mod clasic, relațiile dintre păsări se bazau exclusiv pe caracteristici morfologice. Pelecaniformele au fost definite în mod tradițional, dar eronat, ca păsări care au picioarele cu toate cele patru degete palmate (totipalmate), spre deosebire de toate celelalte păsări cu picioare palmate în care doar trei din patru sunt palmate. Prin urmare, ele erau cunoscute anterior și sub numele de totipalmate sau steganopode. Grupul a inclus fregatele, corbii de mare, cormoranii și păsări tropicale.
Relațiile filogenetice dintre familii sunt prezentate în următoarea cladogramă:
|  | Balaenicipitidae – pasărea sabot                                               |
|  |                                                                                |
|  | \| \| Scopidae \| \| \| \| \| \| Pelecanidae – pelicani (8 specii) \| \| \| \| |
|  |                                                                                |
|  | Scopidae                                                                       |
|  |                                                                                |
|  | Pelecanidae – pelicani (8 specii)                                              |
|  |                                                                                |

|  | Scopidae                          |
|  |                                   |
|  | Pelecanidae – pelicani (8 specii) |
|  |                                   |

|  | Balaenicipitidae – pasărea sabot                                               |
|  |                                                                                |
|  | \| \| Scopidae \| \| \| \| \| \| Pelecanidae – pelicani (8 specii) \| \| \| \| |
|  |                                                                                |
|  | Scopidae                                                                       |
|  |                                                                                |
|  | Pelecanidae – pelicani (8 specii)                                              |
|  |                                                                                |

|  | Scopidae                          |
|  |                                   |
|  | Pelecanidae – pelicani (8 specii) |
|  |                                   |

|  | Balaenicipitidae – pasărea sabot                                               |
|  |                                                                                |
|  | \| \| Scopidae \| \| \| \| \| \| Pelecanidae – pelicani (8 specii) \| \| \| \| |
|  |                                                                                |
|  | Scopidae                                                                       |
|  |                                                                                |
|  | Pelecanidae – pelicani (8 specii)                                              |
|  |                                                                                |

|  | Scopidae                          |
|  |                                   |
|  | Pelecanidae – pelicani (8 specii) |
|  |                                   |

|  | Balaenicipitidae – pasărea sabot                                               |
|  |                                                                                |
|  | \| \| Scopidae \| \| \| \| \| \| Pelecanidae – pelicani (8 specii) \| \| \| \| |
|  |                                                                                |
|  | Scopidae                                                                       |
|  |                                                                                |
|  | Pelecanidae – pelicani (8 specii)                                              |
|  |                                                                                |

|  | Scopidae                          |
|  |                                   |
|  | Pelecanidae – pelicani (8 specii) |
|  |                                   |